# Abbendorf (Bad Bodenteich)
Abbendorf ist ein Ortsteil des Fleckens Bad Bodenteich in der Samtgemeinde Aue im niedersächsischen Landkreis Uelzen.

## Geografie und Verkehrsanbindung
Der Ort liegt südöstlich des Kernortes Bad Bodenteich.
Das 2,7 ha große Naturschutzgebiet Zwergbirkenmoor bei Schafwedel liegt östlich vom Ort.
Nördlich verläuft die B 71 und westlich der Elbe-Seitenkanal. Durch den Ort führt die Landesstraße L 266.
Die Grenze zu Sachsen-Anhalt verläuft östlich. Nachbarort in Sachsen-Anhalt ist Schmölau, ein Ortsteil der Gemeinde Dähre im Altmarkkreis Salzwedel.